# Dukszty (gmina w okręgu wileńskim)

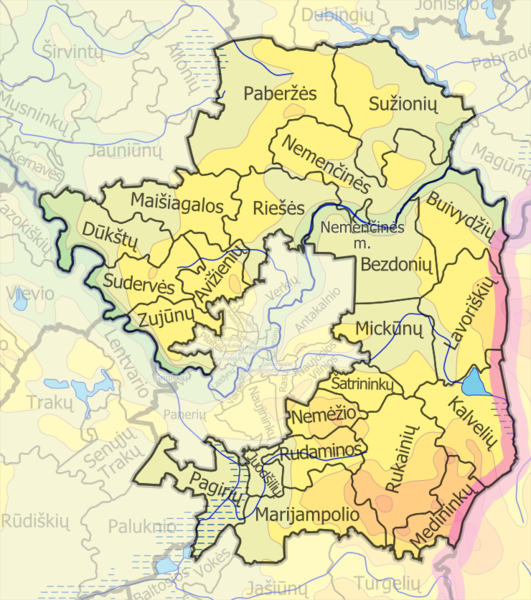
Gmina na mapie rejonu

Gmina Dukszty (lit. Dūkštų seniūnija) – gmina w rejonie wileńskim okręgu wileńskiego na Litwie.
Ośrodek gminy – osiedle Dukszty (311 mieszkańców). Na terytorium gminy jest 49 wsi, większe z nich: Brynkiszki (330 mieszkańców), Giejsiszki (286 mieszkańców), Mieżańce (92 mieszkańców).

## Powierzchnia terenu
9100 ha, z nich 932 ha stanowią użytki rolne, 387 ha – lasy, 86 ha – to zbiorniki wodne oraz grunty o innym przeznaczeniu.

## Ludność
1777 osób.

## Skład etniczny (2011)
- Polacy – 53,9%
- Litwini – 30,1%
- Rosjanie – 11,6%

## Infrastruktura
2 urzędy pocztowe, 2 szkoły podstawowe, szkoła początkowa, biblioteka, Dom Kultury, punkt medyczny, kościół, cerkiew prawosławna, 3 sklepy, 2 cmentarze, kamień ze znakami runicznymi nieopodal wsi Brodoliszki, młyn wodny w Brodoliszkach (z początku XX wieku), grodzisko w Brodoliszkach, grodzisko w Karmazynach, park regionalny Wilii (lit. Neries regioninis parkas).

## Przedsiębiorczość lokalna
Rolnictwo, przetwórstwo produktów rolnych, wydobycie żwiru, pszczelarstwo, usługi.

## Miejscowości
W skład gminy Dukszty wchodzi 49 wsi:
| - Adamciszki - Alejuńce - Antokolce - Balciuniszki - Białozoryszki - Bobrykowszczyzna - Bogatele - Brodaliszki - Brynkiszki - Bujwidy | - Dowborowo - Dukszty - Europa - Giejsiszki - Gienie - Gieświe - Glinówka - Grabiały - Karmazyny - Klimaniszki | - Koczergiszki - Koźliszki - Krzyżówka - Lewidany - Maluny - Marianowo - Mieżańce - Moskowszczyzna - Niedźwiedziszki - Ojrany Drugie | - Ojrany Pierwsze - Pakielnia - Pawżole - Pikietka - Podworańce - Popoksza - Pustelniki - Rakiszki - Rusiany - Sienciniszki | - Spietuszki - Stakieniszki - Szawliszki - Trzeciakiszki - Widawciszki - Wielebniszki - Wierkszany - Zacharowszczyzna - Zagieświe |